# Panipahan Laut
Panipahan Laut is een bestuurslaag in het regentschap Rokan Hilir van de provincie Riau, Indonesië. Panipahan Laut telt 2272 inwoners (volkstelling 2010).